# Šahovska igra (Sofonisba Anguissola)
Šahovska igra (ali Portret umetničinih sester, ki igrajo šah) je slika Sofonisbe Anguissole iz leta 1555. Anguissola je bila stara 23 let, ko jo je naslikala.
Slika je podpisana in datirana na robu šahovnice, kjer je Anguissola pustila ta napis: »SOPHONISBA ANGUSSOLA VIRGO AMILCARIS FILIA EX VERA EFFIGIE TRES SUAS SORORES ET ANCILLAM PINXIT MDLV« - 'Sofonisba Anguissola, neporočena hčerka Amilcara Anguissole je leta 1555 naslikala to naravi zvesto podobo svojih treh sester in služabnice'.

## Zgodovina
Giorgio Vasari, ki je obiskal Cremono, je bil gost v hiši Amilcara Anguissole in tam občudoval slike njegove hčere. O šahovski igri je zapisal: »Letos sem v Cremoni, v hiši njenega očeta, videl sliko, ki je bila zelo skrbno narejena, upodobitev njegovih treh hčera pri igranju šaha in z njimi staro hišno služkinjo, tako skrbno in pridno, da so videti žive in jim manjka le govor«. To je najstarejši dokument, ki omenja to sliko, ki je ostala v hiši družine Anguissola nekaj let.
Slika je kasneje prispela v Rim, skupaj s sliko Avtoportret ob spinetu in dvema risbama Anguissole (Otrok, ki ga je ugriznil jastog in druga neznana risba) v imetju humanista in zbiratelja Fulvia Orsinija. Nato jih je podedoval kardinal Odoardo Farnese. Šahovska igra se je nato pojavila v Neaplju, potem ko je dediščina Farnesejev prešla na Bourbone, na koncu pa jo je pridobil Luciano Bonaparte. Po tem je še enkrat zamenjala lastnika in prispela v zbirko, ki je danes del Narodnega muzeja v Poznanu na Poljskem.
Znane so tri gravure na tej sliki.
Slika je bila očitno prebarvana.

## Opis
Pred čudovitim vrtom, ki ga vidimo v ozadju, Lucia, tretje od otrok Amicara Anguissole, premika šahovske figure; pred njo je Minerva, četrta po vrsti od otroke, ki reagira na igro nasprotnice. Pritegnila je pozornost najmlajše sestre Europe (peto rojene), ki igro spremlja in se smeji. Minerva se pojavi na kasnejši sliki (Portret družine Anguissola), vendar kot mladostnica. Portret Evrope je Lucia Anguissola naslikala verjetno naslednje leto. Europa Anguissola je prepoznavna tudi kot otrok na risbi s svinčnikom, Starka, ki s smejočo se deklico preučuje abecedo, danes v galeriji Uffizi, kjer je prisotna tudi služkinja, vendar starejša od ženske, ki je prikazana v Šahovski igri.
Lucija je v akciji, medtem ko hišna služkinja opazuje prizor. V fizionomiji je jasen kontrast med mlajšimi (bogatimi) ženskami in starejšimi (navadnimi) ženskami. Mlade ženske Anguissole imajo dragulje, vezene obleke, izdelane frizure. Minerva nosi enako ogrlico kot Portret dame, ki je v Berlinu in je zdaj identificirana kot Bianca Ponzoni Anguissola - mati treh deklet okoli šahovnice. Slika se odvija v domačem okolju, obkroženem s prijaznimi figurami, vidna pa je tudi konkurenčnost šahovske partije.
Na vrtu raste star hrast, obremenjen z vejami: je simbol trdnosti družinskih odnosov. V ozadju je svetlo modra pokrajina, naslikana v flamskem slogu.
Majhna mladostna pesem cremonskega pesnika in škofa Albe Marca Gerolama Vide z naslovom Scacchia ludus je izšla leta 1550. Platno Giulio Campija, na katerem vidimo šahiste. Igra je bila del humanistične vzgoje in je veljala za odlično intelektualno vajo za človeka; v nasprotju s kartami in kockami, ki so bile ženskam prepovedane, in so temeljile na sreči in ne na inteligenci
Po stari tradiciji je šah aludiral na bitko Amazonk. Kraljice so imele možnost, da bodo obujene iz zastavljalnice. Marco Girolamo Vigo v Scacchia ludus je včasih poklical kraljico Devico in včasih Amazonko in rekel, da se lahko premika v katero koli smer. V zadnjem delu Vida omenja bitko med dvema kraljicama, v kateri bela kraljica umre in ponovno vstane. Na koncu črna kraljica matira belo. Bitka, ki jo je naslikala Anguissola, aludira na iskanje osvajalke. S tem šahovnica postane prispodoba in resnični kraljici sta sestri Anguissola, ki življenje nato krepko preživita in sodelujeta v izobraževalni vaji.